# Dudleya candelabrum
Dudleya candelabrum Rose,  es una especie de planta suculenta perteneciente a la familia de las crasuláceas.

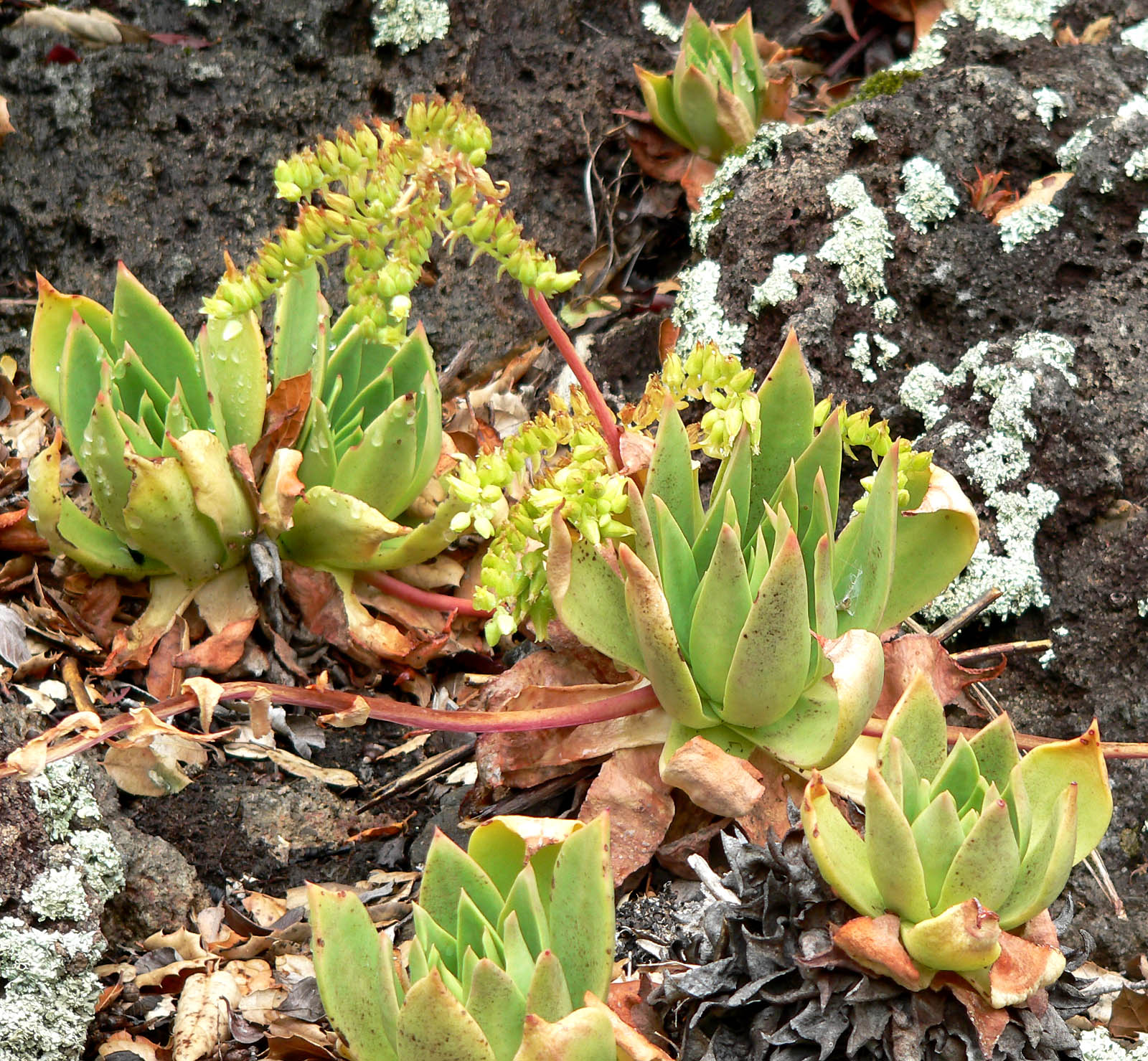
Vista de la planta

## Distribución geográfica
Esta planta es endémica de California, donde crece silvestre sólo en el norte de las Islas del Canal. También es cultivada y conservada como una atractiva maceta ornamental.  

## Descripción
Esta planta crece a partir de una roseta de hojas basales de hasta medio metro de ancho sobre una espeso y resistente caudex. Cada hoja es de color verde pálido a un rosado-verde con forma de pala con un punto.  El tallo erecto no está generalmente ramificados, pero a menudo, está doblado bajo el peso de la inflorescencia que contiene. La inflorescencia tiene ramas y hasta  25 flores en cada rama. La flor tiene pétalos de color amarillento teñidas de color rosa-verde los sépalos.

## Taxonomía
Dudleya candelabrum fue descrita por Joseph Nelson Rose y publicado en New or Noteworthy North American Crassulaceae 17. 1903.
Etimología
Dudleya: nombre genérico que fue nombrado en honor de William Russell Dudley, el primer director del departamento de botánica de la Universidad de Stanford.
candelabrum: epíteto latino que significa "como un candelabro".
Sinonimia:
- Cotyledon candelabrum (Rose) Clokey
- Cotyledon candelabrum (Rose) Fedde
- Echeveria candelabrum (Rose) A.Berger[3]